# Orthogrammica purpurascens
Orthogrammica purpurascens là một loài bướm đêm trong họ Noctuidae.